# Апекс (астрономия)
Апексом в астрономии называют точку на небесной сфере, в которую направлена скорость движения наблюдателя относительно какой-либо системы отсчёта. Точка, противоположная апексу, называется антиапексом.

## Примеры различных апексов
- Если наблюдателя помещают на поверхность Земли, то апекс суточного движения наблюдателя будет совпадать с точкой востока (суточный апекс).
- Апекс орбитального движения Земли перемещается в течение года, оставаясь в плоскости её орбиты.
- Солнце движется относительно ближайших звёзд (относительно локального стандарта покоя) со скоростью 20 км/с с апексом, имеющим экваториальные координаты α = 270°, δ = 30° (в созвездии Геркулеса). При этом Солнце движется вместе с этими звёздами вокруг центра Галактики со скоростью 220 км/с.
- Относительно межзвёздного газа движение Солнца происходит в направлении α = 258°, δ = -17°.
- Относительно реликтового излучения Солнце движется по направлению к созвездию Девы со скоростью ≈370 км/с.

## Апекс в «ЭСБЕ»
В начале XX века «Энциклопедический словарь Брокгауза и Ефрона» так описывал это понятие на своих страницах:

«Апекс — есть та точка на небесной сфере, к которой в данный момент направлено движение Земли. Так как Земля почти не выходит из плоскости эклиптики, то и апекс уклоняется от этой плоскости только на весьма незначительную величину, и так как орбита Земли мало отличается от круга, то и направление А. составляет всегда угол, близкий к 90, с радиусом-вектором Земли. Таким образом, приблизительное положение А. есть λ = Θ—90°, β = 0. Более точное положение А. получится из следующих соображений. Если V есть скорость Земли в орбите, L долгота апекса, то площадь, описанная радиусом вектором Земли в единицу времени, есть {\displaystyle {\tfrac {1}{2}}VR\sin(\Theta -L)}, что должно равняться {\displaystyle k{\sqrt {1-e_{2}}}}, но {\displaystyle V=k{\sqrt {{\tfrac {2}{R}}-1}}}, итак {\displaystyle \sin(\Theta -L)={\frac {\sqrt {1-e_{2}}}{\sqrt {2R-R_{2}}}}}.
Если {\displaystyle \ R=1+h}, то {\displaystyle \sin(\Theta -L)={\sqrt {\frac {1-e_{2}}{1-h_{2}}}}} или {\displaystyle \cos(\Theta -L)={\sqrt {\frac {e_{2}-h_{2}}{\sqrt {1-h_{2}}}}}}. Отсюда очевидно, что наибольшее значение {\displaystyle \ \cos(\Theta -L)} есть e, что дает для Θ—L —90 наибольшее значение ±57°9″; e есть величина постоянная = 0,01677; h легко находится для каждого дня из Naut. Alm. и т. п. календарей.
Положение апекса имеет значение при определении орбит метеорных потоков, где, однако, обыкновенно можно положить Θ—L = 90°».